# Historia de Jalisco
El territorio del Estado Libre y Soberano de Jalisco se encuentra habitado desde hace alrededor de 15 000 años según lo indican restos humanos entre ellos fragmentos de cráneo y diversidad de vestigios de animales, junto con otros testimonios de objetos manufacturados, descubiertos alrededor de las lagunas de Zacoalco y Chapala, que entonces estaban unidas entre sí. Se han podido localizar puntas de flecha, raspadores de cuerno de venado, agujas, punzones, silbatos, anzuelos y colgantes de hueso o colmillos.
El territorio jalisciense estuvo habitado por diversas pueblos indígenas: bapames, caxcanes, cocas, cuachichiles, huicholes, cuyutecos, otomíes, nahuas, tecuexes, tepehuanes, tecos, purépechas, pinomes, tzaultecas y xilotlantzingas, y posiblemente pinos, otontlatolis, amultecas, coras, xiximes, tecuares, tecoxines y tecualmes.
En 618 d. C. los toltecas fundaron el reino de Xalisco.
Tras la conquista de Tenochtitlán por parte de los españoles, el resto del territorio nacional y parte de lo que hoy son los Estados Unidos de América pasaron a dominio hispano. Debido a la baja densidad de población, el territorio del Noroccidente no ocasionó problemas para ser conquistado y sus pobladores aceptaron pacíficamente la autoridad hispana.; sin embargo, en Michoacán, los españoles tuvieron que enfrentarse a los indígenas que ofrecieron fuerte resistencia al invasor. Se montaron muchas expediciones: Cristóbal de Olid (1521), Alonso de Ávalos (1521), Juan Álvarez Chico (1521), Gonzalo de Sandoval (1522), Francisco Cortés de San Buenaventura (1524), y Nuño Beltrán de Guzmán (1530) acompañado de Pedro Almíndez Chirinos y Cristóbal de Oñate. Realmente fue Nuño de Guzmán quien hizo el mayor esfuerzo de conquista, tomando el 5 de junio de 1530 posesión de las tierras de la margen derecha del río Lerma, bautizándolas como «Conquista del Espíritu Santo de la Mayor España», aunque la reina de España  dispuso en enero de 1531 que se nombrara como Reino de la Nueva Galicia y se fundase una ciudad con el nombre de «Santiago de Galicia de Compostela» como capital (hoy Tepic, capital de Nayarit). Comprendía, además de Jalisco, los actuales estados de Nayarit, Colima y Aguascalientes y parte de los de Sinaloa, Zacatecas y San Luis Potosí. Desde 1560 sería la capital la ciudad de Guadalajara.
Guadalajara tuvo noticia de la insurrección encabezada por Miguel Hidalgo en Dolores el 25 de septiembre de 1810. A finales de septiembre, el grito de Dolores resonaba en la Nueva Galicia: el  principal grupo sublevado, encabezado por el 
general José Antonio Torres, logró algunas victorias y hacerse temporalmente con la ciudad de Guadalajara. El propio Hidalgo combatió en la ciudad, pero los brigadieres Félix María Calleja y José de la Cruz lograron derrotarlos y hacerles huir al norte. Entre 1811 y 1817 se produjo una "guerra de guerrillas" con tres principales y distintos focos de rebelión: el sur de la Intendencia, el lago de Chapala y la zona alteña vecina al Bajío. Muchas familias emigraron del resto de la Intendencia y otros lugares más remotos a la tranquilizada capital neogallega y Guadalajara alcanzó en 1814 los 60 000 moradores, comparados con los 30 000 de principios del siglo XIX. 
Al desaparecer el Imperio, los líderes locales pretendieron una completa autonomía y se desató una intensa campaña en favor delintensa campaña en favor del federalismo que se apoyó en dos grandes figuras: Francisco Severo Maldonado y Prisciliano Sánchez. El 31 de enero de 1824 se aprobó el Acta constitutiva federal, que fue remitida de inmediato a todos los estados, siendo jurada el 7 de febrero de 1824 por las autoridades de Jalisco, bien a pesar de que se concedían facultades al Congreso General y al Ejecutivo que les permitirían controlar desde el centro a toda la Nación. El primer gobernador constitucional fue Prisciliano Sánchez que tomó posesión el 24 de enero de 1825.
Otro hecho importante para este estado ocurrió cuando el presidente del país Miguel Miramón decretó la creación del Territorio de Tepic el 24 de diciembre de 1859, desgajándolo de Jalisco. Cuando en las elecciones de 1867,  apareció en la escena política, la Unión Liberal bajo el auspicio de Ignacio L. Vallarta, al frente de un grupo de intelectuales jaliscienses, se empezó a tener algo de influencia a nivel nacional.  Unos años después, el 5 de mayo de 1877, Porfirio Díaz llegó a la presidencia que ejerció hasta 1911, siendo varias veces reelegido. Jalisco esperaba que la administración de Díaz, en la que Vallarta desempeñó importantes puestos, le reincorporara a su territorio el del antiguo cantón de Tepic, lo que no sucedió ya que se convirtió en territorio federal en 1884.
Hacia 1878, la superficie de Jalisco —calculada entonces en 115 000 km²— albergaba en sus doce cantones, 30 departamentos y 118 municipalidades, más del 10% de los 9.5 millones de mexicanos; más del 70% vivía en áreas rurales y tenía a la agricultura como principal ocupación, de modo que en 1877, las cosechas jaliscienses alcanzaron el 16.5% de la producción agrícola nacional y Jalisco era el mayor productor de maíz, frijol y trigo. El 15 de mayo de 1888 llegó el primer ferrocarril a la ciudad de Guadalajara.

## Época precolombina

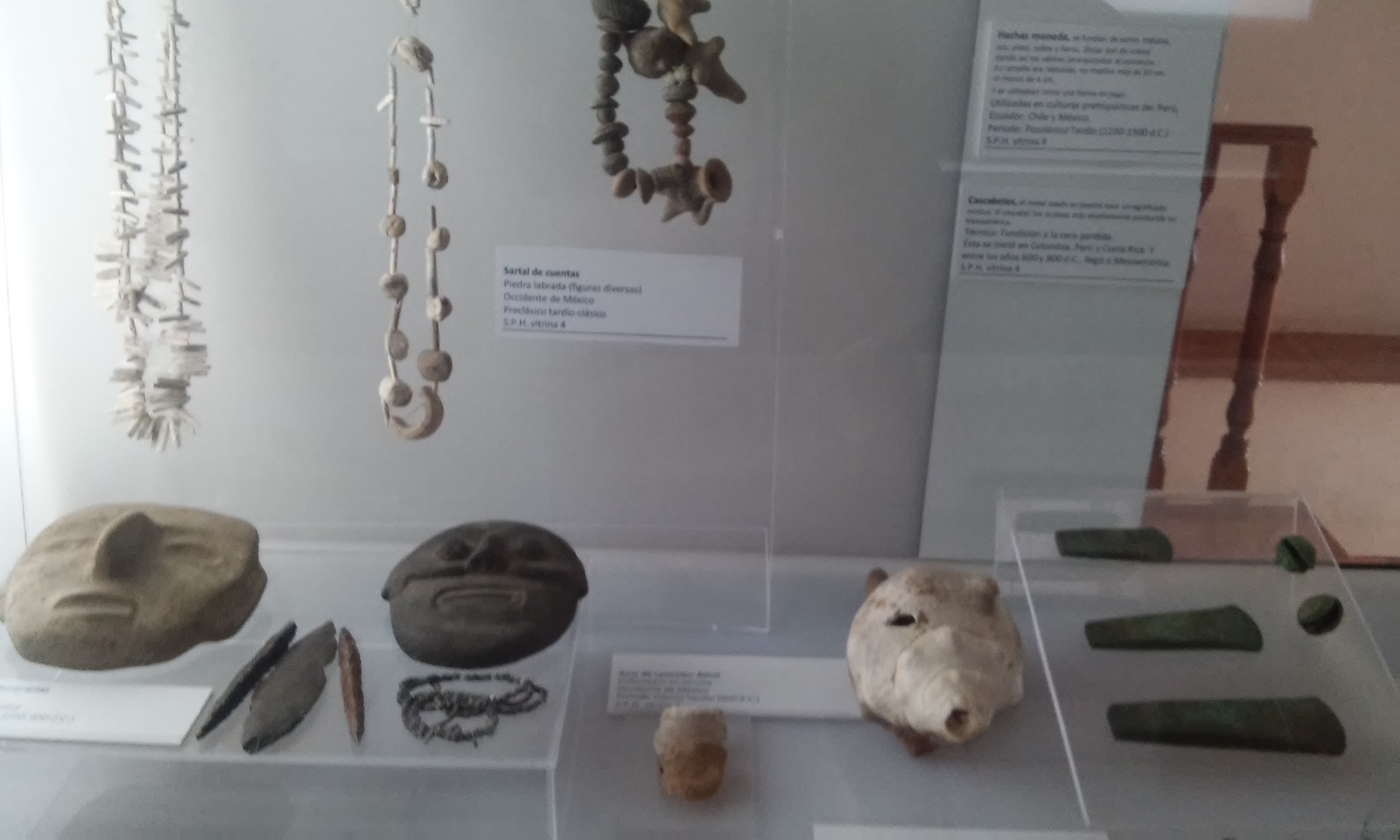
Artesanía prehispánica de Tepatitlán

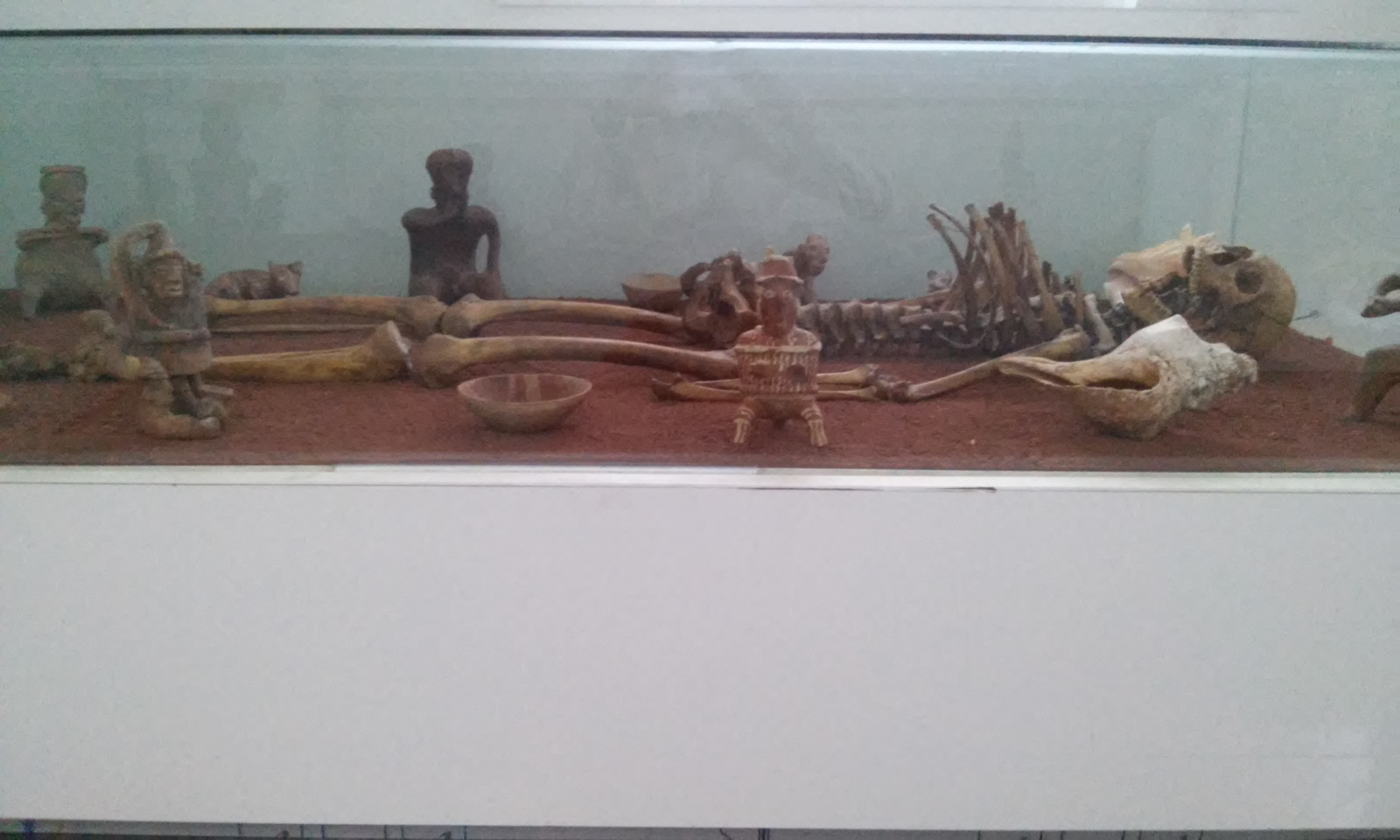
Tumba de Tiro expuesta en Museo de Tepatitlán

En la región ha existido presencia humana desde hace 15 000 años aproximadamente según indican los restos humanos encontrados en excavaciones arqueológicas, entre ellos fragmentos de cráneos, y diversidad de vestigios de animales, junto con otros testimonios de objetos manufacturados, descubiertos alrededor de las lagunas de Zacoalco y Chapala, que entonces estaban unidas entre sí. Se han podido localizar puntas de flecha, raspadores de cuerno de venado, agujas, punzones, silbatos, anzuelos y colgantes de hueso o colmillos, percutores de hueso de caballo, e incluso una vértebra de ballena con dos golpes producidos por el filo de un instrumento tosco, que fue localizada a fines del siglo XIX en Zacoalco de Torres.
Los muchos  petroglifos y pinturas rupestres encontradas —en Cabo Corrientes, San Gabriel, Jesús María, La Huerta, Puerto Vallarta, Mixtlán, Villa Purificación, Casimiro Castillo, Zapotlán el Grande y Pihuamo— dan testimonio de la presencia humana. Se piensa que los primeros asentamientos humanos en el occidente mexicano pueden datar de hace unos 7000 años. Generalmente se consideran dos etapas de desarrollo: la primera es la del comienzo de la agricultura y de los asentamiento en aldeas, hacia el año 1500 antes de nuestra era. Duraría unos 2000 años y además de vivir de la agricultura, los nativos practicarian la caza y la recolección. Esa vida sedentaria, como en muchas otras culturas, permitió disponer de tiempo para dedicarse a la fabricación de cerámica, para la práctica de ceremonias religiosas y funerarias, y fue cuando se iniciaron los trueque. De esta etapa en Jalisco, datan las tumbas de tiro —cámaras funerarias subterráneas— entre las que destacan las tumbas encontradas en Acatlán de Juárez, El Arenal y en Casimiro Castillo.

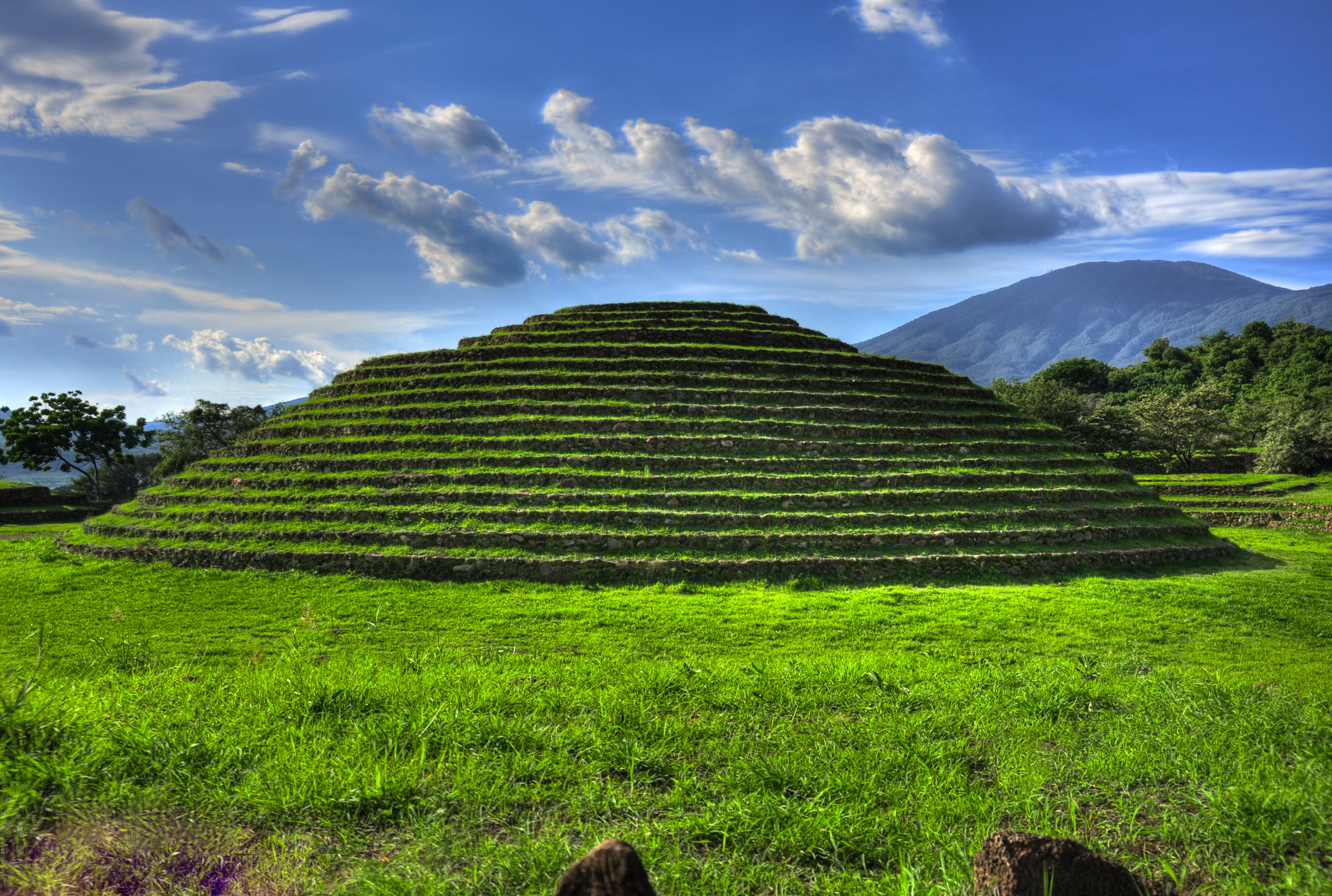
Guachimontones

La segunda etapa de las culturas occidentales mexicanas se ha denominado “Tolteca” y en ella aparece el dominio militar de unos pueblos sobre otros. Los trabajos de cerámica son más sofisticados, aparece la metalugia del oro, la plata y el cobre; y la actividad comercial, tanto local como foránea, es más intensa. Aunque hasta ahora se pensaba que en la zona occidental de México las culturas prehispánicas eran de escasa entidad, las recientes excavaciones muestran que hubo ricas culturas, con arquitectura monumental, grandes asentamientos y sistemas de irrigación, además de un posible sistema de escritura ideográfica.
Son muchas las zonas arqueológicas del estado, destacando «El Ixtépete» y «El Grillo» (en el municipio de Zapopan); «El Arenal» y «Palacio de Ocomo» (en Etzatlán); “Huitzilapa” y “Cerro de la Navaja” (en Magdalena); «Guachimontones» (en Teuchitlán); “Coyula” (en Tonalá); “Atitlán”, “El Mirador”, “El Reliz” y “Las Cuevas” (en San Juanito de Escobedo); “Portezuelo” en Ameca; “Las Pilas”, “Huaxtla” y “Santa Quitería” (en El Arenal); “Cerrito del Istle” (Hiztle) (en Huejuquilla el Alto); “Las Calles” (cerro de Portezuelo) (en La Barca); “Centro ceremonial Ixtapa” (en Puerto Vallarta); “Santa Inés” y “La Tepalcatera” (en Sayula); “Mesa de San Francisco” (en Tamazula).
El territorio jalisciense estuvo habitado por diversas pueblos indígenas: bapames, caxcanes, cocas, cuachichiles, huicholes, cuyutecos, otomíes, nahuas, tecuexes, tepehuanes, tecos, purépechas, pinomes, tzaultecas y xilotlantzingas, y posiblemente pinos, otontlatolis, amultecas, coras, xiximes, tecuares, tecoxines y tecualmes.
En 618 d. C. los toltecas fundaron el reino de Jalisco. Su origen y desarrollo se ubica en el horizonte clásico y en el posclásico. Por lo que se conoce actualmente, el señorío de Jalisco fue uno de los más importantes en la región, con relaciones comerciales que se extendieron hacia los pueblos del centro de Mesoamérica con los que realizaban intercambios de productos agrícolas, así como de artículos necesarios en la vida diaria y de ornato.
El señorío de Jalisco comprendió poblaciones localizadas en el occidente hacia la bahía de Banderas. En esa región se han localizado importantes restos arqueológicos que muestran el nivel alcanzado. Entre sus poblaciones principales estaban Tepique, Atemba, Pochotitán, Tecuitazco, Xalcocotán, Zacualpán, Xaltemba y Mazatán. El centro del señorío se localizaba en las faldas del cerro del Coatepec, elevación que alcanza los 1560 m y que domina todo el valle de Matatipac, en el actual municipio de Xalisco.
Aún, con ello, también existieron más señoríos en tierras jaliscienses a las que se suman los sayultecas, los tecuexes que tenían habitadas las zonas de Xallostotitlán, Tzapotlán, Tecpatitlán, Tecomatlán, Ayahualicán, Teocaltitlán, Mexticacán, Acatic y Tonallan que estaban en constantes enfrentamientos con sus vecinos como el señorío de Teocaltiche, poblado por huachichiles y caxcanes. Mientras tanto, también destacaron los señoríos de Colima y de Autlán, en el sur del estado; así como la Tradición Teuchitlán en tierras de Ameca, Tequila, Etzatlán y Teuchitlán donde se ubican las pirámides circulares de Guachimontones. Y en el centro del estado, en las tierras de Guadalajara y Tonalá, existieron los cocas, una tribu muy relacionada con los tecuexes tepatitlenses y que a medida que se realizaron intercambios comerciales con esos pobladores, surgió el gentilicio de tapatío para los habitantes de Guadalajara,  que ese nombre era como se conocía el trueque que los habitantes precolombinos de Tepatitlán daban a los cocas. Todas estas tribus menores, pero igualmente destacables, estuvieron influidas por toltecas, chichimecas, estilo mezcala, estilo chupicuaro, estilo Nayarit y Estilo Tumbas de Tiro.

Señoríos indígenas a la llegada de los españoles

Reinos y señoríos prehispánicos antes de la conquista española

## Periodo virreinal (1542-1786)

### Conquista española
Tras la conquista de Tenochtitlán en 1521 por parte de los españoles, el que hoy es territorio nacional y parte de los Estados Unidos de América comenzó gradualmente a integrar el Imperio español. Debido a su baja densidad de población, el territorio de lo que será la Nueva Galicia no ocasionó problemas para ser conquistado. Sin embargo, en Michoacán, los españoles si habían tenido que enfrentarse a los tarascos que ofrecieron una fuerte resistencia al invasor. Una vez sometidos, dos razones hicieron que los españoles siguieran adentrándose en dirección a poniente: la búsqueda de un puerto adecuado para establecer un astillero y zarpar desde él en busca de las costas asiáticas; y localizar los yacimientos que habían abastecido a los tarascos de metales preciosos.

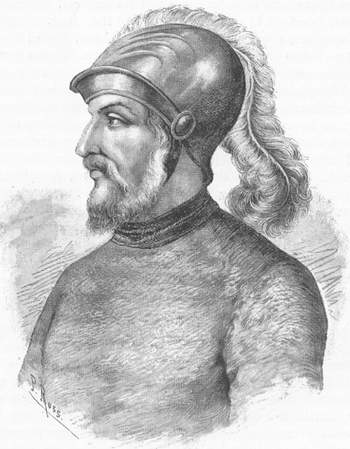
Gonzalo de Sandoval

Así, a fines de 1522, Cristóbal de Olid penetró por la sierra de Mazamitla hasta llegar a lo que hoy es Tamazula, pero pronto regresó a Tzintzuntzan —la antigua capital purépecha que le servía de base de operaciones—, dejando a Hernando de Saavedra, un primo de Hernán Cortés, a cargo de las minas del área explorada. Por instrucciones de Hernando, el 25 de julio de 1523 Gonzalo de Sandoval fundó una villa de españoles entre Tecomán y el mar, a la que dio el nombre de Colima, estableciendo otra plataforma para dominar la región. En el mes de agosto de 1524, Cortés dispuso que su sobrino Francisco Cortés de San Buenaventura fuese su lugarteniente en la Villa de Colima y sus comarcas, que repartiera tierras e indios y que realizara expediciones hacia el norte para conocer la costa y buscar metales preciosos.
Los pueblos por los que pasaron y los recibieron en paz fueron convertidos en encomiendas por los españoles, sometiendo a los que se opusieron. De esa manera, desde Colima hasta La Barca, además de ruinas, también se fueron asentando algunos expedicionarios que servirían tanto para facilitar el regreso por el mismo camino que se siguió de ida, como para asegurar el poder de Cortés en toda el área.

#### El reino de Nueva Galicia
En 1529 la Corona española rehabilitó a Hernán Cortés y le concedió el título de Capitán General de la Nueva España y poder regresar a México, por lo que Nuño de Guzmán, su enemigo declarado, decidió abandonar su cargo de Presidente de la Real Audiencia y organizar una expedición militar privada hacia el noroeste de México. Esta primera expedición tenía como fin de confirmar los rumores de la existencia de un territorio más al norte, y de ser así, fundar poblados.  A finales de diciembre, partió Nuño de Tenochtitlán comandando a 500 españoles, además de unos diez mil nativos auxiliares del Valle de México —a los que más tarde se incorporarían 10 000 de Michoacán— bien provistos de bastimentos y a cargo del transporte de 12 piezas de artillería ligera. De paso por Tzintzuntzan trató de obtener todo el oro que pudiera haber quedado en poder de los tarascos, haciendo incluso que su  cazonci fuese muerto después de grandes torturas. Sin embargo, los conquistadores se encontraban lejos de consumar la dominación por completo, ya que mientras algunos grupos de aborígenes se remontaron y asentaron en sitios muy poco accesibles de la Sierra Madre, otros causarían aún más problemas antes de someterse por completo al orden colonial. Vuelto a la vertiente del Pacífico, después de su malhadada incursión por Durango, el contingente de Guzmán tuvo que permanecer varios meses en Culiacán: debió dejar que pasara la época de lluvias para que bajaran los ríos y consolidar el dominio en la comarca. Para esto último convenía fundar una villa de españoles, fundada el día 29 de septiembre de 1531, con un grupo de españoles y con indios que no serían necesarios para el retorno, mismo que habría de iniciarse el 15 de octubre siguiente. Después de disponer la fundación de Chiametla para que sirviera de apoyo a la comunicación con el norte, Guzmán mandó que se adelantara hasta ahí Cristóbal de Oñate para prevenir su arribo. Ante el vacío que encontró en Tepic, Oñate siguió hasta Ahuacatlán, donde supo que un enviado de la Audiencia, Luis de Castilla, se encontraba con instrucciones de fundar un poblado español por el rumbo de Xalisco para acrecentar el territorio español.
Nuño de Guzmán impuso el nombre de «Conquista del Espíritu Santo de la Mayor España» a los territorios explorados y conquistados por él, sin embargo la reina de España —Isabel de Portugal esposa del emperador Carlos I de España, que gobernaba por ausencia del Emperador—, no estuvo conforme y por Real Cédula dada en Ocaña (España) el 25 de enero de 1531 dispuso que se nombrara como Reino de la Nueva Galicia y se fundase una ciudad con el nombre de «Santiago de Galicia de Compostela» como capital. La Corona española pensaba reproducir en lo posible el mapa peninsular en América, de manera que el noroeste de lo conquistado hasta entonces se llamase igual que el noroeste ibérico. Ese reino de la Nueva Galicia comprendía los hoy estados de Nayarit, Jalisco, Colima, Aguascalientes y parte de Sinaloa, Zacatecas y San Luis Potosí. Una vez recibida la Real Cédula Guzmán procedió a renombrar la «Villa del Espíritu Santo de la Mayor España» con el nombre de «Santiago de Galicia de Compostela», población que actualmente es la ciudad de Tepic, capital del estado de Nayarit.
Nuño pretendía también conectar Nueva Galicia con la provincia del Pánuco, de la que él era gobernador, para gobernar un territorio de mar a mar que contrarrestase el poder de Cortés, asentando españoles cerca de Nochistlán

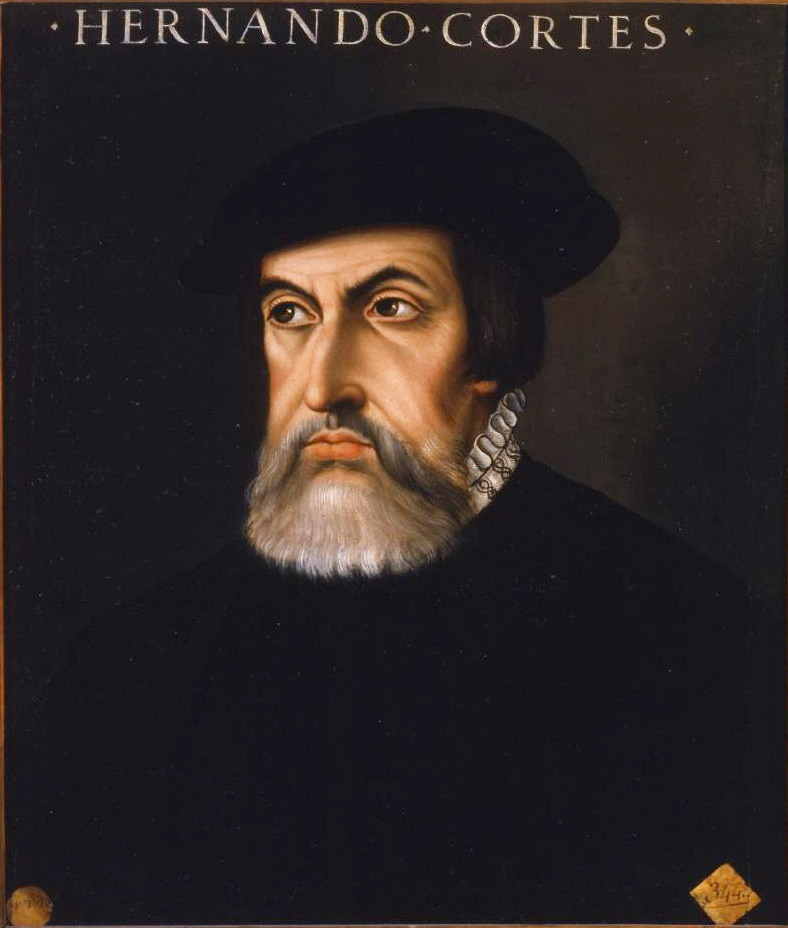
Hernán Cortés

De regreso en la Nueva España desde principios de 1530, Hernán Cortés esperó a que fuesen cambiados los funcionarios de la Real Audiencia de México para reclamar el gobierno de Tamazula y Amula; pero, además, contraatacó solicitando también Ahuacatlán y Xalisco, argumentando que su anterior  enviado Francisco Cortés de San Buenaventura había sido el primero en ocuparlas.
Las cinco villas fundadas por iniciativa de Nuño de Guzmán —San Miguel, Chiametla, Compostela, Purificación (1533) y Guadalajara (1532, en realidad Nochistlán, luergo trasladada de sitio)— dieron lugar a la primera división administrativa del territorio. Sin embargo, su número era pequeño para imponer el modo de vida a que aspiraban los españoles, y su inestabilidad inicial refleja que los lugares elegidos con criterio de conquistador no resultaban ser los más convenientes para la colonización. En efecto, al cabo de una década ninguna de esas villas permanecía en el mismo sitio.
Cuando a principios de 1533 Nuño iba rumbo al Pánuco, visitó el solar donde se encontraba esta villa y comprendió que era demasiado el esfuerzo requerido para vivir ahí a cambio de las magras ventajas. En consecuencia, accedió a la petición de buscar otro asiento, pero sin que los colonos cruzaran la barranca hacia el sur, a efecto de mantener su presencia en la caxcana. Sin embargo, los moradores no acataron ese requisito y, cuando Guzmán volvió a mediados de 1534, los encontró instalados en el valle de Tonalá, más fértil y poblado que cualquier lugar de toda la caxcana, y con la ventaja adicional de que tenían una mano de obra más apta por tratarse de indígenas sedentarios.
En 1535 fue oficialmente establecido el virreinato de la Nueva España, siendo nombrado Antonio de Mendoza como primer virrey (r. 1535-1550). Una Real Audiencia, subordinada a la Real Audiencia de México, fue establecida el 13 de febrero de 1548 en Compostela, siendo trasladada a Guadalajara en 1560. 
La presencia de una población hispana en esos lugares no era solo del interés de Guzmán, como lo muestra el hecho de que, para mejorar la situación jurídica de Guadalajara, en 1539 el Rey atendió la solicitud del cabildo de la villa y le concedió las prerrogativas de ciudad y un flamante escudo de armas. De tal modo los aborígenes de Nueva Galicia pasaron a su nuevo estado llenos de virulencia y, por lo mismo, propensos a insubordinarse.
Poco a poco algunos de esos grupos aislados irían adquiriendo mayor coherencia, de manera que, en 1538, empezaron a surgir síntomas de una incipiente revuelta, la llamada rebelión de los Caxcanes, pues se dio en la región que se conoce como Caxcanes, en Jalisco y Zacatecas; a la larga, acarrearía serios problemas a los españoles y provocaría cambios sustanciales en el mapa político de la Nueva Galicia.
Los dos principales jefes indígenas rebeldes que se recuerdan son Coaxícar, en la zona de Hostotipaquillo, y Tenamaxtli, vencedores de Pedro de Alvarado, en Nochistlán, Zacatecas. Este murió a causa de una herida en la Guerra del Mixtón. A esta rebelión también se le conoce como la Guerra del Mixtón (1540-1551), porque así se llama el monte en donde se dio la batalla más importante; el virrey Antonio de Mendoza aniquiló la resistencia en el Mixtón, en octubre de 1541.
Fue al mediar 1540 cuando Oñate comprendió que no bastaban los recursos neogallegos para hacer frente a la situación y pidió ayuda a Mendoza. Este le mandó algunos refuerzos directamente a Guadalajara y ordenó a Pedro de Alvarado que acudiese perentoriamente en defensa de sus paisanos en peligro. Finalmente el virrey logró ponerse al frente de uno de los mayores ejércitos que se vieran en acción durante toda la época colonial para acudir a pacificar Nueva Galicia. Se dice que sobrepasaba los 50 000 individuos, mismos que el 29 de septiembre emprendieron el camino de Guadalajara a toda la velocidad que le era posible a tal contingente.
Nueva Galicia había sido «pacificada» «a fuego y sangre», «de seis partes de indios murieron cinco», lo cual significa, simple y llanamente, que había sido asolada por el ejército de Mendoza, pero no que se hubiera instaurado la paz completa. Su debilidad, que le impidiera defenderse por sí sola de la revuelta, se había incrementado. Ahora, a causa de ella, quedaba bajo la autoridad militar del virrey de la Nueva España y este cargaría a su vez la responsabilidad de protegerla, estableciéndose un lazo de dependencia respecto de la Ciudad de México que persistiría durante toda la época colonial.
Las noticias sobre la sangrienta Guerra del Mixtón no solo corrieron por toda la Nueva España, sino también llamaron la atención de las autoridades peninsulares, quienes decidieron, en 1544, que uno de los oidores de la Audiencia de México, se presentase en Nueva Galicia, ordenase su gobierno en forma provisional y rindiese un informe de la situación. En cuanto al obispo, proponía que fuese alguien del clero regular para que fomentara la evangelización y, en cuanto a la Audiencia, que tuviera injerencia también sobre las comarcas de Zacatula y Colima, y que, para evitar abusos, se diluyese su autoridad entre cuatro oidores. Constancia de que el Consejo de Indias tomó en cuenta lo dicho por el oidor es que no pasó mucho tiempo sin que se llevara a cabo lo que solicitó.
La mayoría de las encomiendas neogallegas habían sido concedidas por Nuño de Guzmán a sus seguidores, además de otras que fueron dispuestas por Antonio de Mendoza en manos de aquellos acompañantes suyos que quisieron radicarse en las tierras «pacificadas» y habían hecho méritos suficientes durante la campaña.
El tráfico marítimo por las costas neogallegas estaba reducido al que había entre Culiacán y el puerto de Barra de Navidad, desde donde había partido Juan Rodríguez Cabrillo en junio de 1541 y adonde regresó en abril de 1543 después de explorar la costa norte  y descubrir California. Pero poco tráfico hubo después. Esto cambió cuando el virrey Velasco recibió de Felipe II la orden de montar una gran expedición a las Moluscas y de buscar una ruta para ir y volver de las Filipinas. Velasco puso al frente Miguel López de Legazpi y se eligió como puerto de partida de nuevo Barra de Navidad.  Eso supuso un gran desarrollo de la comarca, pero también gran mortandad entre los indios. La expedición partió el 21 de noviembre de 1564 y llegó a su destino en marzo de 1565. El fraile y piloto de la expedición, Andrés de Urdaneta, emprendió el tornaviaje que le llevó de vuelta el 3 de octubre a Acapulco. Esa nueva ruta comercial en el Pacífico dio muchos beneficios a los comerciantes de Nueva España y de Cádiz, pero muy escasos a los de Nueva Galicia.
En 1587, Thomas Cavendish, después de apoderarse del galeón de Manila, atacó el litoral neogallego y asoló  las precarias instalaciones de Chacala, Chamela y Mazatlán. Eso ocasionó la suspensión de pretendidas expediciones a California, a la que desde 1580 iban expediciones en busca de perlas. En 1596 Sebastián Vizcaíno intentó fundar una colonia allí, pero fracasó, aunque logró explorar mejor su litoral. En 1602, Gaspar de Zúñiga y Acevedo, entonces virrey, nombró a Vizcaíno general para dirigir la exploración del litoral californiano en busca de puertos de refugio seguros para el galeón de Manila, que anualmente hacía el viaje de regreso desde Manila hasta Acapulco. Desde el 5 de mayo de ese año hasta el 21 de febrero de 1603 exploró el litoral americano, desde el puerto de Acapulco hasta más al norte del cabo Mendocino y levantó una detallada cartografía.

### Traslado de la capital a Guadalajara
Es evidente que el virreinato representó para los naturales una calamidad mayor que la misma guerra para sojuzgarlos. Y los trabajos excesivos, la escasa alimentación, los castigos, las epidemias, etc., fueron las causas directas del mayor descalabro demográfico de la historia de México. Se calcula aproximadamente una reducción de un 91% entre 1550 y 1650.
Finalmente, en 1560 Guadalajara se convirtió en capital de la Nueva Galicia. Tanto el presidente Morones como el nuevo obispo, Pedro de Ayala, apoyaron la pretensión guadalajareña y el 10 de mayo del año referido se despachó la cédula que concedió el cambio de residencia. Morones hizo su entrada el 10 de diciembre, pero el franciscano Ayala no tuvo que moverse ya que residía desde hacía doce meses en el convento que su orden tenía en la ciudad.
Los habitantes del occidente neogallego, donde la minería no era una actividad económicamente importante, no podían permanecer impávidos ante la evidencia de que los mayores recursos emigraban sin dejarles provecho, pero no pudieron lograr más, en tanto que el virrey pretendió incluso trasladar la capital de Nueva Galicia a Zacatecas, a lo que sí se negó la Corona española. Pero lo que sí se hizo, en 1571, fue establecer una Caja Real en Zacatecas con todas las de la ley y por completo independiente de la Caja tapatia.
Entre las dificultades más graves enfrentadas por los españoles en su afán de armar una nueva sociedad en el territorio sometido estaba el problema de la comunicación; en primer término, porque el vencedor aún no acertaba a implantar su idioma; en segundo, porque en la tierra se hablaban diferentes lenguas, propiciando que hasta el trato entre los mismos nativos fuera incierto. De tal manera, a pesar de las disposiciones oficiales y de los esfuerzos del clero secular en favor de la castellanización, Nueva Galicia vivió durante el siglo XVI un proceso de nahuatlización, tanto de indios con otras lenguas como de los pocos habitantes españoles, tras el cual sobrevendría el mestizaje de usos y costumbres.
La vida de los neogallegos adinerados, como en el resto de la América española, giraba en torno a sus domicilios. En ellos se nacía y se moría; se conmemoraban las festividades privadas y algunas comunes; se divertían y atendían negocios, y sobre todo, se jugaba a los naipes de muy diferentes maneras. Salvo para acudir al templo o a los eventos públicos, aquella oligarquía salía a las calles solo para lo imprescindible. Raras veces se movían a pie; casi siempre recurrían al caballo o al coche, aunque el tramo a recorrer fuese corto. El medio de locomoción estaba tan ligado al estatus que difícilmente se prescindía de él. De las casas de españoles solo salían de vez en cuando a la vía pública, sirvientes y empleados de bajo nivel. Las plazas, con abrevaderos al centro, cumplían más bien una función comercial. En sus contornos se instalaban los vendedores que ponían sus comercios por la mañana y los retiraban por la tarde a fin de guardar la mercancía en los almacenes que cada quien poseía en su casa. Los pudientes gustaban de vivir en el centro; de modo que cuanto más alejada moraba una familia, era, sin duda, más pobre. Hasta fines del siglo XVII, no se sabe de una sola casa particular que haya sido toda de cantería. En realidad, ni los edificios públicos lo eran, excepto la catedral y la iglesia de San Francisco.

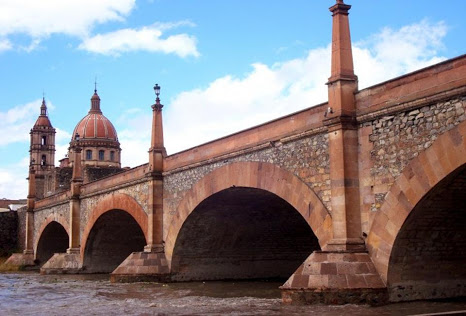
Herencia colonial en Lagos de Moreno

Tres cosas llamaban sobremanera la atención al recién llegado de Europa hacia 1621: una era la propensión a bañarse en los numerosos manantiales, por simple gusto o para curarse llagas y dolores; la segunda consistía en el consumo generalizado de chocolate y la última venía a ser el uso del tabaco (mascado o fumado) reiteradamente.
Una de las obras importantes referentes a la historia novogalaica es la Crónica Miscelánea de la Sancta Provincia de Xalisco, escrita por fray Antonio Tello (1567-1653) y publicada en seis tomos.
De acuerdo con el nivel alcanzado por la educación y la arquitectura neogallegas en el siglo XVII, casi nada puede decirse del desarrollo de las letras y de las artes. Tonalá, por caso, uno de los lugares más poblados cuando los españoles llegaron, mantuvo una destreza alfarera que adquiriría gran renombre gracias al consumo que los habitantes de Guadalajara realizaban de sus productos y a las adquisiciones para enviar a México e, inclusive, a España.
En el campo de las letras, el panorama se vio más retrógrado, debido al hecho de que Guadalajara no dispuso de una imprenta hasta el año 1793. De tal modo, si no lograban los escritores que sus trabajos se imprimieran fuera de Nueva Galicia, solo podían aspirar a que se hicieran unas cuantas copias de sus originales y circulasen de mano en mano entre un raquítico grupo de lectores. De cualquier forma, algunos pocos acertaron a ver sus textos en letras de molde.
Bajo tales condiciones, pronto se sintieron los primeros efectos de un incremento de los recursos humanos y económicos que se manifestaría, entre otras cosas, en un acelerado desarrollo de Guadalajara y demás poblaciones importantes de la provincia de Nueva Galicia.

### Crecimiento de Guadalajara

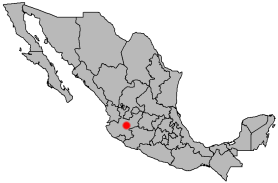
Localización geográfica de Guadalajara.

A comienzos del siglo XVIII, franceses e ingleses daban ya claras muestras de estar interesados en participar también de la colonización en América. Pronto se sumaron los rusos, aumentando la preocupación de las autoridades españolas que vislumbraban una competencia y un peligro para sus dominios más septentrionales, además del riesgo de perder las probables riquezas de las tierras aún no colonizadas. De cualquier modo, la colonización de las tierras aún ajenas a la conquista española ocupó un importante sitio en la historia de Nueva Galicia, sobre todo porque dio lugar a una mayor trascendente metamorfosis económica, política y demográfica experimentada por la región. Guadalajara, por lo tanto, pasó a ser el punto de concentración para una larga serie de intereses de toda índole, principalmente económicos. En 1767, la situación cambiaría súbitamente donde imperaban las misiones de los jesuitas. Carlos III, molesto por su resistencia al poder real más las numerosas acusaciones de que era objeto la Compañía de Jesús, se dispuso a proscribirla y expulsar a todos sus miembros de los dominios españoles. En Guadalajara el trámite se desarrolló sin mayores contratiempos. La madrugada del 25 de junio, por órdenes del Gobernador, se aprehendió a los 12 jesuitas que había en la ciudad y al día siguiente se les envió a Veracruz, donde fueron embarcados con rumbo a Italia. Después siguieron los jesuitas de lo que hoy son los estados de Nayarit, Sonora, Sinaloa y California. Los jesuitas fueron sin embargo reemplazados por los franciscanos.

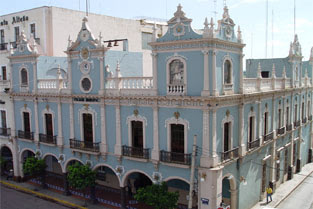
Antiguo hospicio colonial en Tepatitlán de Morelos, actualmente presidencia municipal

Tras el descenso de habitantes sufrido en casi todo el virreinato hasta mediados del siglo XVII, a causa de las continuas guerras con los indígenas, Nueva Galicia inició un considerable crecimiento que se acentuó a partir de 1720, y más aún después de 1760. Alrededor de 1713, la población de Guadalajara llegaba a unos siete mil habitantes, en tanto que para 1738 se estimaba en alrededor de 12 000 habitantes, 20 000 a mediados de siglo y casi 35 000 al comenzar el siglo XIX. Siempre se conservó la misma proporción entre los diferentes tipos de habitantes: un tercio de indios, un tercio de españoles peninsulares y criollos y un tercio de negros, mulatos y demás castas Guadalajara se transformó rápidamente en un centro de comercio privilegiado. Las alcaldías mayores y los corregimientos pasaron a denominarse "partidos", permaneciendo sujetos a su respectiva intendencia mediante subdelegados impuestos por el propio intendente. Se pensaba acabar con el antiguo contubernio de comerciantes y alcaldes, así como imponer orden en el manejo oficial y, sobre todo, en evitar la evasión de impuestos. La Caja Real de Guadalajara engrosó beneficios, aumentando, por ejemplo, al doble sus ingresos entre 1770 y 1800. 
Con un total de 26 partidos políticos, inició en su comando la Intendencia de Guadalajara, pero no tardaron en suscitarse algunos cambios importantes. Después de 1803, Juchipila y Aguascalientes se unieron a Zacatecas; Colima pasó a Guadalajara, y desapareció por completo el gobierno de las fronteras de San Luis de Colotlán, cuyo territorio se adhirió al partido de Bolaños, aunque el subdelegado fijó su residencia en Colotlán. Finalmente, Compostela y el departamento naval de San Blas se convirtieron también en partido de la Intendencia de Guadalajara.

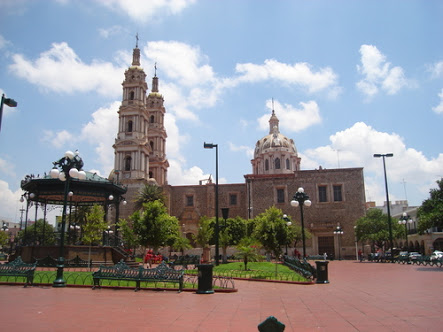
Parroquia colonial de Tepatitlán de 1726

Para dar lugar a la independencia debieron enfrentarse criollos contra peninsulares, formando bandos opuestos perfectamente definidos. A este supuesto se contrapone el hecho ya establecido de cómo muchos de los españoles peninsulares estaban, de por sí, más al servicio de los núcleos criollos privilegiados que al del mismo Rey; ello sin considerar que el criollaje no favorecido, al margen de las familias prominentes, recelaba de ambos grupos, y que más de algún miembro de estas esferas encumbradas aún no digería ni olvidaba su profundo resentimiento por haber sido desplazado por unos y relegado por otros. Con la implantación de las intendencias a partir de 1786, se agravó todavía más la repulsa criolla hacia los empleados públicos "gachupines".

## Independencia de México (1786-1821)

### Juramento de lealtad a Fernando VII (1787-1809)
La noticia de que Carlos IV había abdicado a favor de su hijo Fernando se conoció en Guadalajara en julio de 1808, y sus autoridades se aprestaron a organizar la jura del nuevo Rey, tal como se había hecho veinte años atrás con Carlos IV. Sin embargo, el reporte luego informó de 16 de julio de la presionada decisión de Fernando VII de abdicar en favor de su padre y éste en favor Napoleón Bonaparte. Esta maniobra, conocida como la Farsa de Bayona por los españoles, desató una vertiente oposición de casi todos los americanos. En España y sus colonias se sostenía la Doctrina Suareciana del Poder, cobrando auge la idea de que el pueblo era la fuente originaria del poder y que el Rey no podía disponer de él sin su anuencia. Es por eso que José I, hermano de Napoleón, era considerado como el rey ilegítimo. En España se desató una serie de oposiciones que involucraban el movimiento juntista y la guerra de la Independencia española ante Inglaterra
Así pues, en el caso particular de México, y ante los hechos que agitaban a la Península, correspondía a los componentes de los ayuntamientos decidir que se haría. Durante los días sucesivos se presentaron ante el presidente personas de todas las órdenes ofreciéndose en defensa de «Religión, Rey y Patria». Incluso llegaron enviados de las comunidades indígenas a la capital de Nueva Galicia, para ofrendarse también en aras de Fernando VII.
En abril de 1809, las autoridades de la Intendencia juraron obedecer a la Suprema Junta Central Gubernativa de España e Indias, tal y como se había hecho en la Ciudad de México, en tanto que elegían al obispo Cabañas como su delegado en la Suprema Junta. Pero como el suelo hispano, durante el primer semestre de 1809, resultó atacado por la fuerza invasora, y las perspectivas del triunfo español parecían muy remotas, Cabañas no se movió de Guadalajara. Por otro lado, del sur de América empezaron a llegar noticias revolucionarias: ciudades como Caracas, Buenos Aires y Bogotá habían decidido prescindir del gobierno español y aspiraban a tomar la dirección de sus respectivas provincias.

### Gobierno de Miguel Hidalgo (1809-1811)

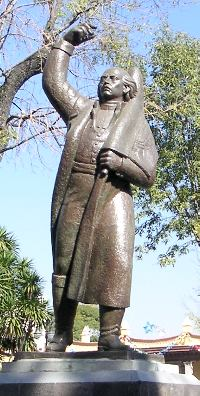
Miguel Hidalgo.

Guadalajara tuvo noticia de la insurrección encabezada por Miguel Hidalgo en Dolores el 25 de septiembre de 1810. El canónigo José Simeón de Uría, recién electo diputado a las Cortes españolas por la Intendencia de Guadalajara, desde las proximidades de Querétaro envió la voz de alerta a las autoridades neogallegas. Para fines de septiembre, el grito de Dolores resonaba en la Nueva Galicia; dos pequeños grupos sublevados hacían acto de presencia: uno, acaudillado por Navarro, Portugal y Toribio Huidrobo, se desplazaría entre Jalostotitlán, Arandas, Atotonilco y La Barca; otro, guiado por el general José Antonio Torres, apocado el "El Amo" Torres, recorrería Sahuayo, Tizapán el Alto, Atoyac y Zacoalco.
El 28 de noviembre, los insurgentes de Mercado se emplazaron frente al puerto de San Blas requiriendo su rendición, lo cual ocurrió tres días después, no obstante que había elementos suficientes para la defensa. Al apoderarse Torres de Guadalajara, de inmediato informó a Hidalgo y a Allende de sus logros y los invitó a tomar posesión de la recién sometida ciudad. Hidalgo recibió la oferta en Valladolid (hoy Morelia) y, sin tardanza, se trasladó a la sede neogallega al frente de casi siete mil jinetes. El 25 de noviembre acudieron a Tlaquepaque las diversas corporaciones civiles y eclesiásticas de la ciudad para recibirlo y escoltarlo durante su entrada. El 29 de noviembre expidió un primer decreto de abolición de la esclavitud dirigido a toda la Nación, pero una semana más tarde, el 6 de diciembre, emitió otro, más conciso, donde su firma se acompañaba por la de Ignacio López Rayón, en calidad de secretario.

### Luego del derrocamiento de Hidalgo (1811-1821)
A fin de sofocar la rebelión, avanzaron rumbo a Guadalajara los brigadieres Félix María Calleja y José de la Cruz. Hidalgo, al enterarse de ello, salió a encontrarlos al frente de su "ejército", compuesto por ochenta mil hombres. Entre ellos, iban los siete mil indios de Colotlán que comandaba el cura Calvillo, que solo sabían manejar la flecha y la honda. Aun cuando la superioridad numérica insurgente logró poner en graves aprietos a su contrario, la mejor disciplina y técnica de éste le hizo ganar la batalla. Acto seguido, los principales caudillos rebeldes, acompañados por una pequeña escolta, escaparon hacia el norte, donde tendría lugar el epílogo de la audaz empresa. Calleja, por su parte, entró en Guadalajara el 21 de enero. Esa misma tarde José de la Cruz apareció también en la ciudad. Desde ese mismo momento se propusieron borrar cualquier vestigio de Hidalgo y acabar con los insurgentes que subsistieran en la Intendencia.

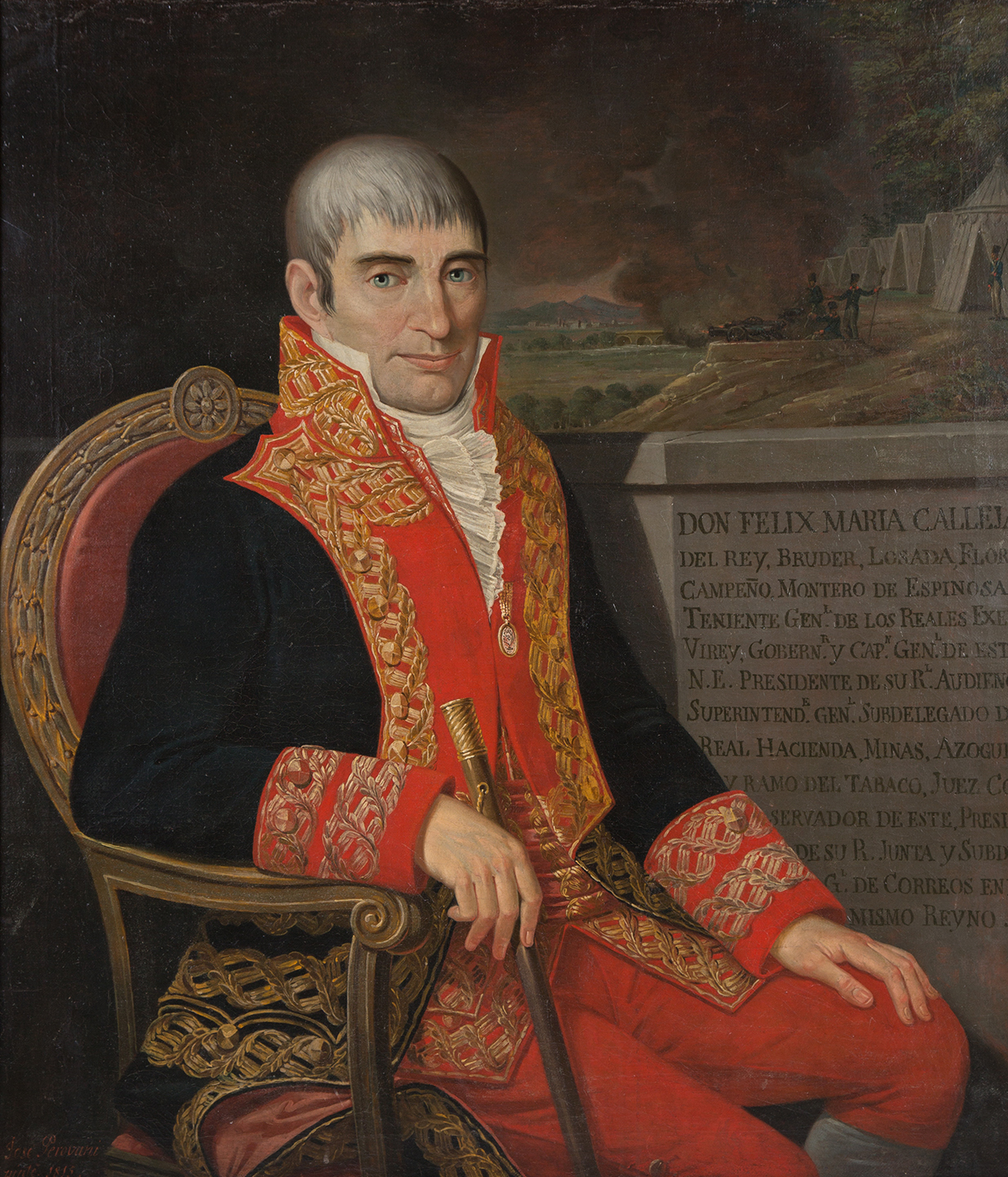
Félix María Calleja del Rey.

No obstante, allí las ideas de independencia permanecieron en el ánimo popular. Máxime que el gobierno del virreinato continuó mostrándose incapaz de oponer las soluciones conducentes a esa desatada disconformidad. Entre 1811 y 1817 se produjo una "guerra de guerrillas" con tres principales y distintos focos de rebelión: el sur de la Intendencia, el lago de Chapala y la zona alteña vecina al Bajío. A fines de 1812 se levantaron también en armas los pueblos indígenas asentados en la ribera de Chapala y en la isla de Mezcala. La causa directa fue la persecución emprendida contra Encarnación Rosas, un excombatiente aborigen. Para evitar ser aprehendido, Rosas armó a un grupo con hondas y piedras y "recibieron a los gachupines con tanta furia, que derrotados volvieron a Chapala...". Siguió una larga serie de enfrentamientos entre ribereños y soldados de la Intendencia que se prolongarían hasta 1816.
La situación se tranquilizó en Guadalajara en 1814 y la economía criolla experimentó un notable desarrollo. El comercio, por ejemplo, recibió un gran impulso al abrirse el puerto de San Blas al comercio extranjero. Por otro lado, a partir de 1811, un número elevado familias habían emigrado del resto de la Intendencia y otros lugares más remotos a la tranquilizada capital neogallega en busca del refugio y amparo que a sus personas y fortunas se les negaba en los convulsionados lugares donde residían. De esa suerte, Guadalajara alcanzó en 1814 los 60 mil moradores, comparada con la cifra de 30 mil, calculada a principios del propio siglo XIX. 
Dado el peligro que la Constitución y el liberalismo imperante en las nuevas Cortes representaban para los grupos más privilegiados de todo el Virreinato, un primer mecanismo defensivo sería el de la oposición dentro de las mismas Cortes. La provincia de Guadalajara colaboró con Iturbide, cuando éste hizo su triunfal entrada a la Ciudad de México, al frente del Ejército Trigarante, el 27 de septiembre de 1821. Más tarde, la Constitución Particular de 1824 de la Nueva Galicia prohibió expresamente la esclavitud en su territorio y sobre cada jefe político recayó la responsabilidad de liberar a cuantos conservaran esa condición.
Lo que enderezaría la nave del país con solo consumar la Independencia no había sobrevenido como se anhelaba, y hasta hubo quien empezara a considerar erróneo el haberse separado de España. En última instancia, se había realizado un viraje político importante: la Independencia, no esperada especialmente por grandes sectores de la población, ni consumada en la forma imaginada por los insurrectos de 1810. O sea que no se habían realizado las transformaciones sociales indispensables para contrarrestar el agobio en que vivía la inmensa mayoría de los habitantes.
De una o de otra forma, los neogallegos debieron adaptar a su cambiante escenario desde las más sencillas e íntimas costumbres hogareñas, hasta los complejos e impostergables mecanismos de subsistencia. En ello quedaba implícito el allegamiento de nuevas fórmulas de diversión, de transporte, de proceder religioso, de educación y de trato con visitantes —nacionales o extranjeros— que empezaron a recorrer la entidad en busca de contactos mercantiles y de otra índole.
En síntesis, los tiempos de la apacible vida neogallega yacían sepultados en el recuerdo de sus antecesores. El Reino de la Nueva Galicia era a partir de ese momento el Departamento de Jalisco.

## La República  (1821-1835)

### Federalismo y Pacto Federal de Anáhuac (1786-1823)
Al desaparecer el Imperio, se dice que los líderes locales pretendieron una completa autonomía, por lo cual se desató una intensa campaña en favor del federalismo que se apoyó en dos grandes figuras: Francisco Severo Maldonado y Prisciliano Sánchez, ambos respaldados por el propio jefe político Quintanar (1772-1837).
Desde marzo de 1821, había circulado en Guadalajara el Contrato de asociación para la República de los Estados Unidos del Anáhuac, donde Maldonado sostenía que el sistema federal era el más apropiado para gobernar un territorio de grandes dimensiones y para darle mayor cohesión a los habitantes de cada provincia.
Por su parte, el Pacto Federal de Anáhuac, de Prisciliano Sánchez, aparecido en 1823, aseguraba que el federalismo constituía «un invento feliz» de la política porque se ajustaba a las condiciones naturales del hombre, a fin de representar el único medio capaz de moderar la fuerza del gobierno central y la manera más eficaz para que cada individuo desarrollara con plenitud sus virtudes cívicas. Sobre Prisciliano Sánchez existe un estudio biográfico muy completo denominado Reivindicación de Don Prisciliano Sánchez, Precursor del Federalismo Mexicano y Fundador del Estado de Jalisco, publicado en 2003 por el historiador Marco Antonio Cuevas Contreras.

### Oficialización de la República y gobierno de Prisciliano Sánchez (1823-1826)

Mapa de Jalisco en el México de 1824, incluía el territorio del Nayar (Nayarit).

Por su parte, en México se instaló finalmente el nuevo Congreso Nacional el 7 de noviembre de 1823 y, luego de acalorados debates, el 31 de enero de 1824 se aprobó el Acta constitutiva federal, cuyo artículo 50. estipulaba que la república habría de ser organizada bajo las bases del federalismo. Fue remitida de inmediato a todos los estados, siendo jurada el 7 de febrero de 1824 por las autoridades de Jalisco, no obstante que en ella se concedían facultades tales al Congreso General y al Ejecutivo que les permitirían controlar desde el Centro a toda la Nación.
El primer gobernador constitucional, Prisciliano Sánchez, y su vicegobernador, Juan N. Cumplido, lo mismo que la I Legislatura del estado, tomaron posesión de sus cargos el 24 de enero de 1825.
La gestión del primer gobernador, que debía concluir en 1829, se vio interrumpida por su muerte repentina víctima de una infección, el 30 de diciembre de 1826, dando lugar a que Juan N. Cumplido se convirtiera ya en la pieza política principal de Jalisco. Hasta el día de su muerte (en 1851) fue nombrado seis veces gobernador interino en periodos que abarcaron de dos meses a un año, a más de resultar electo en tres ocasiones diputado local.

### Sucesores de Sánchez (1826-1835)
En general, los sucesores de Prisciliano Sánchez continuaron con la misma línea política de éste. En el año de 1827, el Gobierno logró intervenir en el manejo de los diezmos y, en marzo de 1829, se privó a la Iglesia de su opción de adquirir bienes raíces y fundar obras pías.
Por otra parte, el uso extensivo de la libertad de imprenta dio lugar a una profusa Boletería que posibilitó la expresión escrita de todas aquellas ideas que las restricciones anteriores habían acallado. Ahora, ni censura ni tribunal alguno podían impedir y, mucho menos, castigar la crítica abierta de cuanto asunto anduviera en boga.
De 1821 data la primera escuela en Guadalajara sostenida exclusivamente con fondos del Ayuntamiento; pero no fue hasta el gobierno de Prisciliano Sánchez cuando se llevó a cabo una intensa campaña de escolarización, en tanto que la Constitución local sentaba el compromiso de crear escuelas de primeras letras en todos los pueblos de la entidad y de elaborar un plan general de estudios. Este fue publicado el 20 de marzo de 1826 y establecía que la enseñanza oficial en Jalisco habría de ser "pública, gratuita y uniforme", en sus cuatro niveles: municipal, departamental, cantonal y estatal. Asimismo, se clausuraron el colegio de San Juan Bautista y la Universidad de Guadalajara a causa de su marcada tendencia colonial, y se fundó el Instituto del Estado con un programa académico más amplio y acorde a lo que el Gobierno esperaba de la educación superior.
En cuanto a la educación de niñas, el Plan prescribía que también se estableciesen escuelas públicas «en todos los pueblos de Estado» para que aprendieran a «leer, escribir, contar, el dibujo y las labores convenientes a su sexo».
Aunque de hecho ya lo estaba desde el triunfo de los planteamientos de Cuernavaca, no fue sino el 23 de octubre de 1835 cuando el federalismo quedó oficialmente suprimido en todo el país. Jalisco y las demás entidades pasaron por entero a depender de México, mientras los partidarios del centralismo, entusiasmados por el triunfo, se lanzaban a demostrar que las cosas iban a marchar mejor en lo sucesivo.

## La Reforma (1836-1877 )
En junio de 1836, José Antonio Romero cesó como gobernador interino de Jalisco pues pasó al gabinete presidencial, tomando su lugar el vicegobernador Antonio Escobedo, a quien correspondió dar a conocer las llamadas Siete Leyes Constitucionales que fueron proclamadas en la Ciudad de México el 30 de diciembre de 1836.
En el ahora "departamento" de Jalisco, los tres gobernadores habidos entre 1835 y 1841: Romero, Escobedo y José Justo Corro —quien cubrió un interinato de noviembre a diciembre de 1837—, fueron fieles ejecutores de la voluntad del Centro, a pesar de que los tres eran jaliscienses de nacimiento.
El entusiasmo que despertó el advenimiento del federalismo se vio empañado pronto por las noticias acerca de la invasión de fuerzas militares de Estados Unidos y de que la corbeta de guerra estadounidense Cyane había anclado en San Blas el 2 de septiembre de 1846. No se sabe con certeza cuánto tiempo permaneció el referido buque bloqueando el puerto, pero es evidente que impidió, o cuando menos dificultó, las operaciones de los comerciantes comarcanos, aparte del sobresalto que sembró entre los moradores.
Si bien es cierto que Jalisco veía transcurrir el asedio de las tropas norteamericanas a distancia, por cuanto éstas no daban trazas de intentar un avance o un desembarco por tierras occidentales, el Gobierno del estado no dejó de preparar dispositivos para la defensa en prevención de que la guerra cambiara su curso inesperadamente. Así, al mediar 1847 cristalizaban las negociaciones tendentes a constituir una alianza con los estados de México, Querétaro, San Luis Potosí, Zacatecas y Aguascalientes, pues se reunió en Lagos con representantes de ellos a discutir las maniobras militares conducentes. A mediados de agosto, el gobernador Angulo concurrió a Zamora con sus colegas de México, Zacatecas y Guanajuato para definir nuevas prevenciones destinadas a la salvaguardia del área.
A principios de enero de 1848 arribaron a San Blas los buques Lexington y Whiton, cuya tripulación se apoderó de algunos bagajes sin importancia. El puerto no fue atacado ni retenido por el enemigo; de cualquier forma, la cercana presencia extranjera intimidó al Gobierno de Jalisco. Muy pronto —el 2 de febrero—sobrevino el tratado de Guadalupe Hidalgo que puso fin a la guerra. Conforme a tal pacto, México perdía, además de Texas, la Alta California, Arizona y Nuevo México, que en su conjunto significaban un poco más de la mitad del territorio nacional.

### Situación post-invasión
Eran tiempos malos los que venían: la dictadura de Santa Anna (1853-1855), la Revolución de Ayutla (1854-1855) y la Guerra de tres años (1858-1861), causaron serios daños a la educación. De este modo, en 1860 —un año antes de la muerte de López Cotilla— solo subsistían 19 escuelas oficiales en Guadalajara y, peor aún, al restablecerse en 1867 el régimen republicano, luego de la invasión francesa, Guadalajara no contaría más de 11 planteles municipales que atendían un total de 590 niños y 69 niñas.

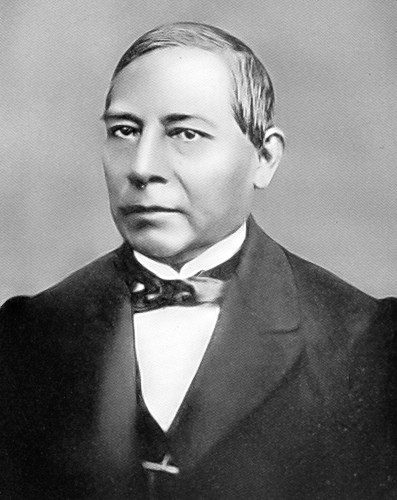
Benito Juárez.

Francia, España e Inglaterra acordaron el 31 de octubre de 1861 intervenir militarmente en la República Mexicana, en virtud de la suspensión de pagos ordenada por el presidente Juárez. Posteriormente, solo los franceses continuaron con la empresa, en aras de otros fines. Al contrario de la indiferencia mostrada cuando la invasión estadounidense 15 años atrás, esta vez Jalisco se aprontó a movilizarse verdaderamente en defensa de la Nación. El propio Congreso estatuyó, antes de disolverse, que los jaliscienses entre los 18 y los 50 años de edad debían prestar servicio militar, de manera que el 2 de mayo, el gobernador Ogazón pudo disponer la organización de 10 cuerpos de infantería y de caballería.
El 6 de enero de 1864, arribó a la capital de Jalisco el ejército francés llevando a la cabeza al mariscal Aquiles Bazaine, sustituto de Forey. Nadie opuso resistencia, pues Arteaga tenía dos días de haber salido con la tropa hacia el sur de Jalisco, dando lugar a las expresiones despectivas de los soldados jaliscienses que hizo públicas Bazaine, vaticinando que la «pacificación sería muy rápida». Mas la guerra de guerrillas resultó a la larga mucho más dañina para el invasor que el enfrentamiento abierto.
A consecuencia de las derrotas sufridas por los franceses en Europa en octubre de 1866, se hizo inminente el total retiro de las fuerzas expedicionarias en México, máxime que el ejército imperial ya mostraba serias cuarteaduras y empezaba a dar graves tumbos en distintas partes del país.
Benito Juárez fue reelecto presidente de la República por resolución mayoritaria del Congreso en 1868; pero se mantendría en el poder muy debilitado por la disidencia de Lerdo de Tejada y Porfirio Díaz que ya encabezaban sendas facciones de liberales. Dicho debilitamiento que no dejó de repercutir en Jalisco, por cuanto la «Unión Liberal» se erigió en el principal enemigo del Gobernador, propiciando una enconada lucha política que solo terminaría cuando los vallartistas consiguieron consolidarse en el poder en 1871. Mientras los diputados esperaban a que concluyera el periodo constitucional de Gómez Cuervo, éste completó el número necesario de magistrados para reinstalar en noviembre al Supremo Tribunal de Justicia, suspendido a raíz del cese de su presidente. En febrero de 1871, la Legislatura estuvo ya constitucionalmente en tiempo hábil para regularizar sus funciones, más el gobernador, alegando su mala conducta anterior, no la reconoció.
Hacia 1878, la superficie de Jalisco —calculada entonces en 115 000 km²— albergaba en sus doce cantones, 30 departamentos y 118 municipalidades que conformaban la estructura territorial del estado, más del 10% de los 9.5 millones de mexicanos; aunque el Séptimo cantón —Tepic—, con seis departamentos y 28 municipios, de hecho ya no pertenecía a Jalisco desde que, en 1867, había sido convertido en distrito militar; de cualquier manera, sus pobladores llegaban a la cifra de 857 000, mayor que la de cualquier otra entidad. Más del 70% vivía en áreas rurales y tenía a la agricultura como principal ocupación, tanto que en 1877, las cosechas jaliscienses alcanzaron el 16.5% de la productividad agrícola nacional. Jalisco era el mayor productor de maíz, frijol y trigo. El primer lugar correspondía al maíz y el segundo a los otros dos cereales, acompañados de algodón, caña de azúcar y tabaco, cuyos respectivos volúmenes, a más de satisfacer la industria local, lograban colocar excedentes en otras partes. En seguida estaba el cultivo del agave que, año tras año, se convertía en creciente riqueza agroindustrial a consecuencia del mayor consumo del "vino de mezcal" o tequila, que había sobrevenido a raíz de la fiebre del oro en la Alta California. Asimismo, aunque en cantidad mucho menor, los suelos jaliscienses cosechaban ajonjolí, papa, lenteja, arroz, cebada, chile, comino, garbanzo, haba, etc.

## El Porfiriato (1877-1910)

### Porfirio Díaz en el poder

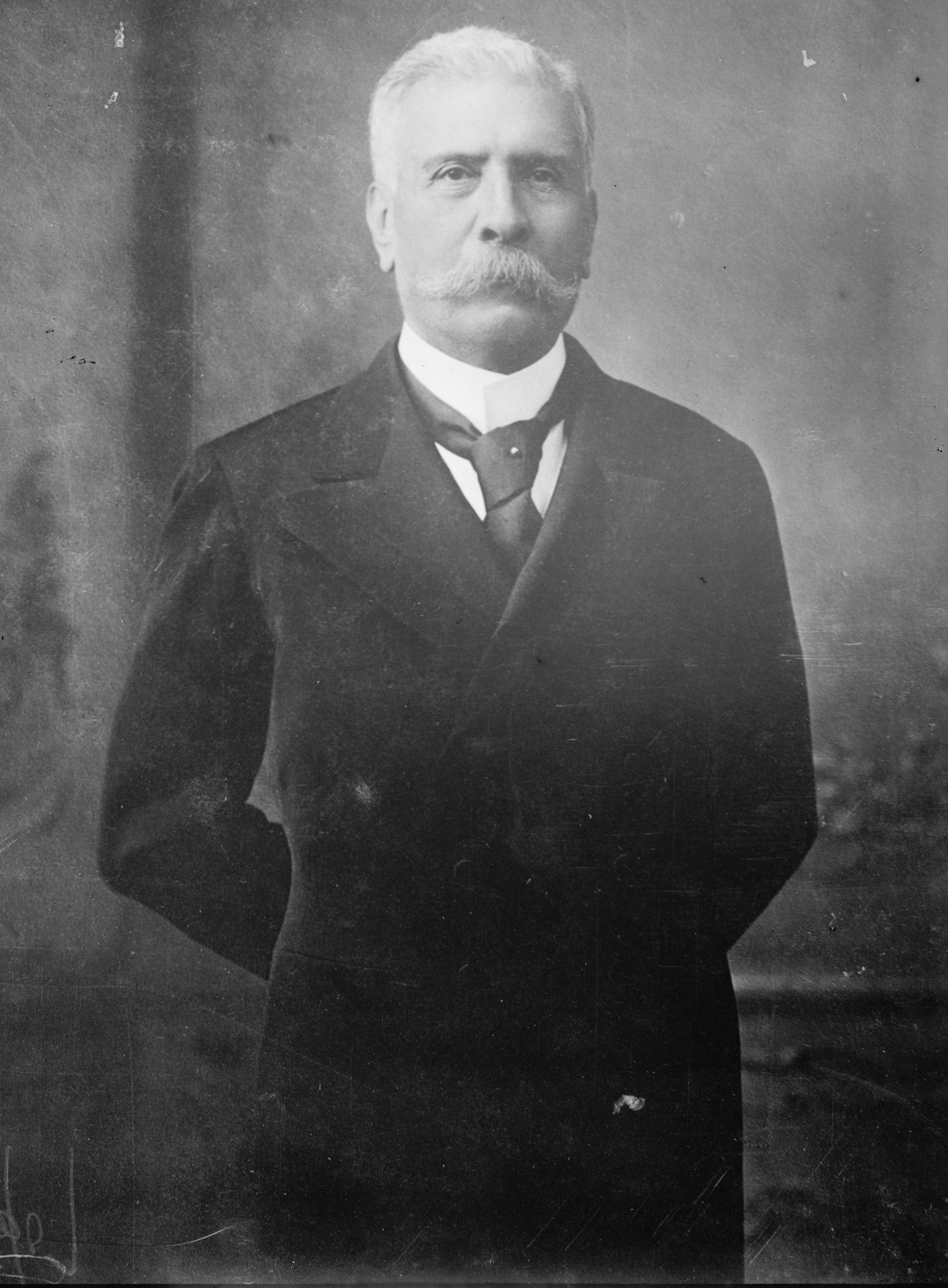
Porfirio Díaz

Cuando Porfirio Díaz fue elegido por gran mayoría en febrero de 1877, Ignacio L. Vallarta ganó la presidencia de la Suprema Corte de Justicia, lo que dio vuelo a sus aspiraciones de suceder a Díaz y ocasionó la escisión entre ambos comandantes.
Entre las principales acciones del nuevo gobierno estuvo la de fundar un Monte de Piedad y Caja de Ahorros. Asimismo, promulgar en mayo de 1887 un nuevo Reglamento de Instrucción Primaria por medio del cual el Gobierno del estado absorbía los gastos de la educación elemental y, en junio de 1889, otra Ley Orgánica de Instrucción Pública que imponía el laicismo. Además, a mediados de 1888 inició la construcción de un mercado en Guadalajara y dispuso convenientes reformas a la Escuela de Medicina.
Asimismo, en 1889, Corona pudo vanagloriarse de que la tranquilidad pública se había mantenido «sofocándose pronto y enérgicamente la intentona de algunos malhechores».

### Cambios

#### Mejoras económicas
La principal acción del gobierno de Ramón Corona se enfocó en promover el comercio mediante la supresión de las alcabalas, a partir de marzo de 1888, y la introducción en Guadalajara del ferrocarril procedente de la Ciudad de México, cuyo primer viaje concluyó el 15 de mayo de 1888 en medio de grandes fiestas.
Desde 1882, el gobernador Fermín González Riestra había conseguido la autorización para fundar el "Banco de Jalisco". Sin embargo, los estatutos propuestos no fueron aprobados porque se contraponían con varios artículos de la Constitución. No fue sino hasta un año después, cuando Francisco Tolentino volvió a la carga y el Congreso local lo autorizó para que designara al grupo de accionistas que habría de establecer en definitiva el Banco de Jalisco, institución que efectuaría, exenta de cualquier gravamen, operaciones de depósito, descuento, circulación y emisión de dinero.
En cambio, antes de concluir 1883, sí pudo establecerse una sucursal del Banco Nacional de México, que terminó por potenciar en Jalisco el inicio de las actividades crediticias en las cuales, además de participar como socio de algunos capitales, el estado se vio favorecido con la apertura de una cuenta de crédito por hasta 30 mil pesos. Años después, en 1889, se establecería también en Guadalajara una sucursal del Banco de Londres y México.
La ganadería, que desde tiempos antiguos había sido una de las actividades económicas más importantes, al declinar el porfiriato también registró un cierto descenso. De tal suerte que, si en 1903 tenía un valor superior a 18.5 millones de pesos, para 1909 se hallaba en menos de 17; tal descenso también puede ser valorado por medio del número de bovinos; un millón en 1903 que en 1909 bajó a 735 mil. A pesar de ello, hasta 1902 Jalisco fue el primer productor de ganado vacuno y de leche con el 10% de la existencia nacional, y de ganado porcino con el 9%. En lo que se refiere a su precio también subió casi un 40% entre 1890 y 1910.
Para 1895 el valor total de las cosechas en Jalisco casi alcanzó 15 millones de pesos, 8% del total nacional; en 1901 subió a 23 millones (casi el 9%) pero en 1904 bajó a 17 millones (el 7%), y aunque en 1906 tornó a subir, ya no recuperó el nivel de 1901.

#### Nuevas tecnologías
El creciente interés por perpetuar el rostro propio encontró un nuevo satisfactor en la cámara fotográfica. Sobre todo porque el costo de una fotografía, mucho más bajo que los honorarios de cualquier pintor, permitieron a muchas más personas poseer la reproducción. En efecto, aun cuando los primeros en fotografiarse fueron los más acaudalados, pronto innumerables fotógrafos ambulantes recorrerían pueblos y ciudades en busca de clientes de menores recursos dispuestos a posar frente a sus voluminosos aparatos. Parece ser que fue Jacobo Gálvez, en 1853, uno de los primeros en traer a Guadalajara, después de su viaje por Europa, los elementos técnicos para reproducir imágenes casi instantáneas: una cámara obscura para fijar imágenes, no en lámina como se hacía ya en aquella época y según el método de Daguerre, sino en papel.
Al finalizar el siglo XIX, quienes se habían mantenido en la cúspide de la pirámide socioeconómica de Jalisco se encontraban de hecho concentrados en Guadalajara, donde gozaban de las crecientes comodidades y mejores perspectivas pecuniarias que el medio ofrecía. Más ahora esta minoría se encontraba rodeada por una buena cantidad de europeos que se habían asentado en Guadalajara, atraídos por sus posibilidades comerciales, y muchos incluso casados con hijas de los más opulentos, incorporando así sus apellidos a las altas esferas de aquella sociedad.
De 1904 a 1909, Porfirio Díaz eligió Chapala para descansar cada año durante Semana Santa y Pascua, con lo cual también colaboró a poner de moda a la población entre las ricas familias tapatías, quienes acabaron transformando la aldea en un verdadero sitio de descanso.
Hacia 1909, aparecieron las lanchas de motor y los deportes acuáticos; en 1910 se fundó el Yacht Club y la Compañía de Fomento, misma que construyó la estación y la vía ferroviaria y fue propietaria del servicio de vapores Viking y La Tapatía, ambos destrozados por un fuerte oleaje en 1926. Un año antes se había acondicionado el antiguo Camino Real de Guadalajara que mucho impulsaría el flujo turístico hacia Chapala.
Mucho antes de 1908, no hubo en Jalisco una fuerza política de oposición verdaderamente organizada. Más bien se manifestó en reducidos grupos de estudiantes, profesionistas y ciertos mineros y obreros textiles que llevaron a cabo algunas huelgas. De hecho, la crítica de mayor trascendencia se debió a personajes como Roque Estrada, Ignacio Ramos Praslow y Miguel Mendoza López, aglutinados en torno a un partido de nombre "Obrero Socialista", del que emergió una publicación llamada Aurora Socialista. Pero en febrero de 1908, Porfirio Díaz manifestó a un periodista estadounidense su deseo de retirarse pronto del poder y el agrado con que vería a un partido de oposición para las elecciones de 1910.
Acompañado de Roque Estrada, Francisco I. Madero estuvo en Guadalajara en diciembre de 1909. Pese a los obstáculos puestos por el Gobierno, pudo llevar a cabo un mitin que patentizó una gran popularidad; pero mayor aún resultó la concurrencia en mayo de 1910, cuando volvió a Guadalajara ya como candidato formal a la Presidencia de la República y con un proyecto más preciso en el que, además de las instancias de corte político que había manejado antes.

### Francisco Madero asume el poder (1910-1914)

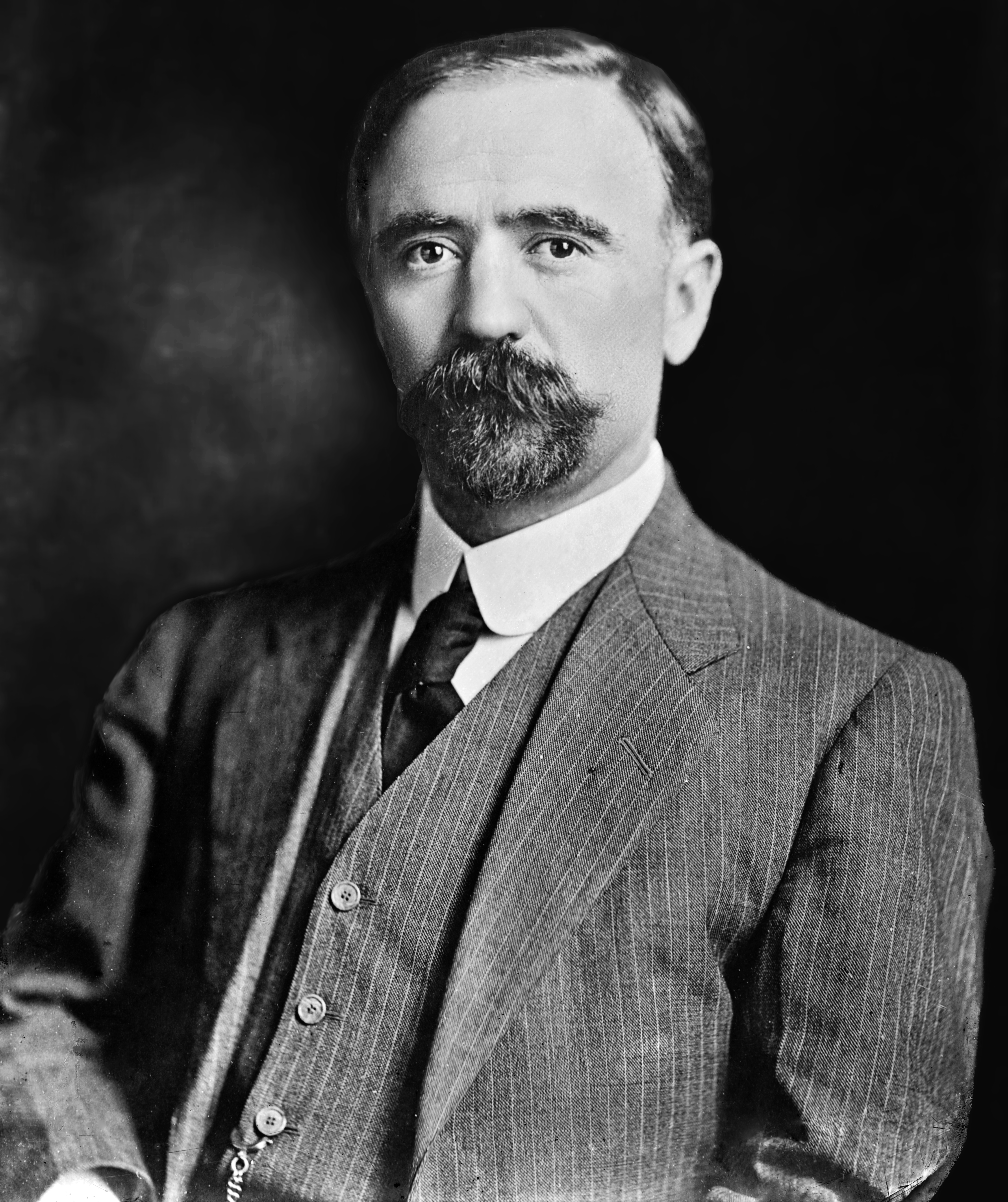
Francisco I. Madero, Presidente de México

Tan pronto como se dieron a conocer los resultados de los sufragios que dieron a Madero el triunfo, el Gobierno de Jalisco se dio a la tarea de restaurar el orden constitucional. Se convocó a elecciones municipales para el 5 de noviembre, manifestándose ya una clara preponderancia del Partido Católico Nacional (PCN), que ganó la mayor parte de las alcaldías. Ello se refrendó al restaurarse el Poder Legislativo local, en marzo de 1912, con doce diputados propuestos por el partido de referencia.
En Jalisco, además de que el Congreso enunció su propuesta de que la propiedad territorial fuese accesible a un mayor número de habitantes, se declaró también en favor de que la condición de los trabajadores mejorara y de que se diera fin a las injusticias. Los cambios, decían, habrían de realizarse mediante una evolución lenta y firme, «sin lucha de clases, pero con medidas enérgicas».
En marzo fue establecido el descanso dominical obligatorio y en julio se reconoció el derecho de los trabajadores a organizarse y se confirió personalidad jurídica a los sindicatos, a la sazón controlados por el clero en su mayoría. Más, por otro lado se dispuso la militarización de los empleados comerciales y que cualquier huelga no autorizada fuese reprimida con celeridad.

### Manuel Diéguez en el poder (1914-1920)

#### Primer Gobierno
El 8 de julio de 1914, con Álvaro Obregón al frente, las fuerzas constitucionalistas desplegaron su triunfalismo demostrando su ánimo anticlerical. El avance había transcurrido por la costa del Pacífico, donde las fuerzas de vanguardia de Manuel M. Diéguez, Rafael Buelna y Lucio Blanco habían abierto el camino después de apoderarse de Acaponeta, San Blas y Tepic.
La ocupación de la capital tapatía se realizó pacíficamente, pues la plaza había sido evacuada, pero el gobernador huertista José María Mier y sus tropas fueron sorprendidos en El Castillo por Lucio Blanco y Enrique Estrada: el ejército fue desbandado y Mier resultó muerto.
Las fuerzas revolucionarias no fueron bien recibidas en la capital de Jalisco. No solo los miembros del clero, como afirmó Obregón, se opusieron al nuevo gobierno. El rechazo se hizo más patente a medida que empezaron a implantarse las reformas y decretos expedidos por el Gobierno constitucionalista.
El 11 de diciembre, Medina derrotó a los carrancistas e hizo que Diéguez se retirara a Ciudad Guzmán, de manera que, en cuanto lo alcanzó Villa, pudieron entrar juntos a Guadalajara sin mayor dificultad. Aquí fueron recibidos con grandes muestras de entusiasmo, dada la esperanza de que anularían las disposiciones constitucionalistas. En primer lugar, Villa nombró gobernador de Jalisco a Julián Medina, quien de inmediato prohibió la moneda carrancista y puso en circulación la propia; a su vez, prometió seguridad tanto al trabajo como a la capital y decretó que los inmuebles de la clase acomodada, confiscados por el general Diéguez, volviesen a sus antiguos propietarios, en tanto que ordenaba reabrir al culto los templos que fueron cerrados durante el gobierno de Diéguez y liberar a los sacerdotes presos.

#### Segundo Gobierno
Para los primeros días de 1915, Diéguez había fortalecido a su ejército y retornaba a Guadalajara, así que reinstaló su gobierno en Guadalajara sin mayor represalia y, de inmediato, se aprestó para continuar la campaña. El 18 de abril de 1915, Diéguez se apoderó nuevamente de Guadalajara, tras derrotar al general Medina que huyó rumbo a Lagos. Después designó a Manuel Aguirre Berlanga, una vez más, como gobernador interino, en tanto él iba en busca de Obregón, que daba los últimos toques a su campaña contra los restos del ejército enemigo.
Por otra parte, el pleito en las entrañas mismas de la Revolución hizo que las resoluciones referentes a un cambio radical en las estructuras socioeconómicas nacionales, reflejadas principalmente en las relaciones obrero-patronales y en la tenencia de la tierra, adquirieran un carácter ambiguo, destacándose mejor la precisión de las propuestas de la doctrina social católica.
La legislación agraria carrancista del 6 de enero de 1915 —incorporada al estado por Diéguez en marzo del mismo año— no había resultado prevalecedora. De ahí las reclamaciones campesinas y que pronto algunos trabajadores agrícolas pasaran a tomar tierras, no obstante que Aguirre Berlanga amenazó con castigar severamente a los autores de tales "atropellos". Los conflictos siguieron hasta el extremo de que el propio Diéguez pidió al Constituyente de Querétaro que la nueva Carta tuviera en mente a los campesinos mestizos pobres y no solo a los indígenas.
Resultado de la Constitución de 1917 fue también el incremento de la entrega de tierras; sin embargo, no todos los demandantes y necesitados la recibieron de momento. Como la reforma agraria funcionó en relación directa con el apremio campesino, los primeros grupos beneficiados fueron, o bien comunidades indígenas despojadas no mucho antes, o aquellos pueblos mayormente afectados por la crisis de principios de siglo que se habían distinguido por su participación activa en el movimiento revolucionario.

### Álvaro Obregón asume la presidencia (1920-1926)

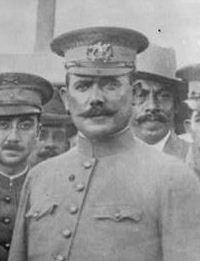
Álvaro Obregón

Siendo ya presidente electo, en octubre de 1920, Álvaro Obregón se manifestó partidario de la pequeña propiedad y de que cada campesino tuviese una parcela cedida por los latifundistas. En consecuencia, después de tomar posesión el 1 de diciembre, expidió una serie de decretos encaminados a regular la extensión y funcionamiento de los ejidos e instauró las procuradurías de pueblos para proporcionar a las comunidades el auxilio legal preciso, también legisló sobre las grandes y pequeñas propiedades privadas, declarando inafectables a las que constituían unidades agrícola-industriales de producción.
En el mes de octubre de 1921 fue celebrado en Guadalajara un Congreso de Obreros Libres, en el que estuvieron representados 35 mil trabajadores adheridos a las uniones católicas del país. Todos se manifestaron contra la sindicalización y a favor del mutualismo como forma de organización laboral, además de que condenaron las huelgas y todo aquello que tuviera que ver con los "obreros rojos" de la CROM (Confederación Regional Obrera Mexicana) y de la recién fundada CGT (Confederación General de Trabajadores).
Si bien es cierto que en 1926 las condiciones laborales garantizadas por el poder civil sobrepasaban a las que estaba dispuesto a conceder un régimen presidido por católicos, no menos lo es que el problema de la tenencia de la tierra distaba de estar resuelto satisfactoriamente.
Por eso fue que, al iniciarse el choque violento entre la Iglesia y el Estado, mientras los obreros desertaban de las filas católicas, éstas se engrosaban con campesinos dispuestos a defender sus medios de subsistencia.
Etapas históricas de México
Categoría: De la Independencia al México Actual
México tiene una historia milenaria que se remonta hasta los tiempos ancestrales en los que los primeros hombres comenzaron a arribar de Asia hacia América por el estrecho de Bering, estos hombres y mujeres sin saberlo estaban encaminándose al territorio que hoy conforma México.

Con el descubrimiento de la agricultura, y por consiguiente el cesar de su vida nómada, iniciaron una etapa que se conoce como época prehispánica, que vio su fin en el año 1521 con la llegada de los españoles a Mesoamérica. Se inició entonces la conquista de los pueblos prehispánicos y el posterior establecimiento del Virreinato de Nueva España, que duraría cerca de 300 años hasta que se declaró la independencia.

Desde la independencia, México recorrió otras etapas históricas que crearon la nación que en el presente continúa evolucionando día a día, nutriéndose del mestizaje y de la fuerza de sus actuales pobladores que construyen un mejor futuro. A continuación te presentamos un resumen de las etapas históricas que consideramos esenciales conocer para comenzar a comprender la historia de México.
México Antiguo – Época Prehispánica
Al descubrir las tribus nómadas que en ciertas condiciones climáticas las semillas que tiraban al suelo florecían y daban frutos, comenzaron a crear poblaciones que sustentaban mediante la práctica de la agricultura, esto dio paso a la definición de dos grandes áreas culturales llamadas Aridoamérica y Mesoamérica.
La primera fue una tierra hostil que no permitió el florecimiento de grandes civilizaciones, la segunda, fue una tierra fértil, donde grandes culturas crecerían y decrecerían a través de los horizontes culturales, en los cuales se dividió el pasado prehispánico de México.

Durante el preclásico, clásico y posclásico que abarcan en conjunto un periodo de tiempo que va del 2000 a. C. al 1521 D.C, en Mesoamérica se creó una mezcla de ideas religiosas, se crearon sociedades claramente estratificadas, se compartieron ideas arquitectónicas y se utilizó el maíz como principal sustento de los pueblos mesoamericanos. Puedes profundizar más sobre este periodo con la siguiente información: Mesoamérica, Culturas Mesoamericanas, Horizontes culturales de Mesoamérica.
atlantes de tula
La conquista, Virreinato de Nueva España
Con la caída de Tenochtitlan a manos de los conquistadores españoles y los pueblos indígenas, que lucharon para someter la ciudad que capituló el 13 de agosto de 1521, comenzó el proceso de sometimiento de los pueblos que anteriormente tributaban al imperio mexica. Se comenzó a crear una estructura política sobre las ruinas de Tenochtitlan que desembocó en la creación del Virreinato de Nueva España.
El periodo virreinal en México duró casi 300 años; en este periodo el mestizaje cultural y racial comenzó, los hijos de españoles nacidos en Nueva España sentían que nada tenían que ver con la tierra de sus padres, un sentimiento nacionalista de este sector poblacional durante el virreinato fue el que fraguó la guerra de independencia, además de otros factores externos a Nueva España. Conoce más de este periodo: Caída de Tenochtitlan, Virreinato de Nueva España.
Sor Juana Inés de la Cruz
Independencia: Primeros años como nación
En 1808 España fue invadida por Francia y en el virreinato se levantaron voces para que la Nueva España se gobernara de forma autónoma, hasta que el legítimo Rey español volviera al trono. Esto fue la causa externa que detonó movimientos independentistas, la causa interna sería que con las reformas borbónicas se limitaba a los criollos aún más en los asuntos de gobierno, lo que provocó descontento en estos.
El 16 de septiembre de 1810 iniciaría la guerra de independencia, que a través de una lucha de 11 años de duración, logra finalmente el 27 de septiembre de 1821 declararse independendiente de la Corona española. La nueva nación se conforma como un imperio, esta forma de gobierno duró poco y dio paso a la creación de una república cuyo primer presidente sería Guadalupe Victoria.
España no reconocería la independencia de su antiguo virreinato hasta el 27 de diciembre de 1836. Diversos conflictos se vivieron durante los primeros años de México como nación libre, el federalismo, se abandonó para optar por una república centralista, y posterior a la caída de este régimen nuevamente se volvió al federalismo. Se vivió una guerra con los estados unidos que mutiló al país, liberales y conservadores se enfrascaron en la guerra de reforma, y al final de ésta se sufrió la invasión francesa que instituyó el segundo imperio mexicano. Al derrotarse al segundo imperio, inicia el periodo conocido como la república restaurada, que finaliza a la victoria del Plan de Tuxtepec iniciándose el porfiriato. Más de este periodo: Independencia de México, Primer Imperio Mexicano, Gobierno centralista México, Guerra México Estados Unidos 1846-1848, Guerra de Reforma, Segunda intervención francesa, La República Restaurada.
El Porfiriato y la Revolución Mexicana
El porfiriato nace irónicamente de la lucha de Porfirio Díaz a la no reelección de Lerdo de Tejada a la presidencia, Díaz gobernó México por espacio de 30 años, tiempo en el cual económicamente el país creció gracias a la inversión extranjera que llegaba por las facilidades otorgadas por el gobierno porfirista, así también creció el descontento social por la explotación de los trabajadores campesinos y obreros por los grandes capitales extranjeros y mexicanos que pagaban miseria por los trabajos realizados a los trabajadores; el descontento social se unió al descontento político y de esta mezcla estalla la Revolución Mexicana, que buscaba derrocar al gobierno de Díaz, lograr elecciones democráticas y justicia social. Más información de este periodo: El Porfiriato, Plan de San Luis, Revolución Mexicana.